# Sigma Gamma Tau
Sigma Gamma Tau (ΣΓΤ) est une société honorifique d'ingénierie et technologie spatiale américaine.
Elle a été fondée le 28 février 1953 à l'université Purdue.